# O du Guds kärlek underbar
O du Guds kärlek underbar är en psalm av Horatius Bonar författad år 1862 och översatt till svenska av Erik Nyström år 1893. Senare endast lätt bearbetad. Texten handlar om Guds kärlek.
Melodin (Ass-dur, 3/2) är av Lowell Mason 1830, också den lätt bearbetad. Den fanns innan texten publicerades; om texten är skriven till just denna melodi är oklart.

## Publicerad i
- Svenska Missionsförbundets sångbok 1920 som nr 12.
- Psalmer och Sånger 1987 som nr 364 under rubriken "Fader, Son och Ande - Gud, vår Skapare och Fader".[1]